# Pip Blom
Pip Blom es una banda neerlandesa de rock ligada principalmente al indie rock formada en 2016 por los hermanos Pip y Tender Blom. 
A pesar de la poca popularidad de Pip Blom en el escenario, se han presentado en varios festivales de rock como el SXSW y su presentación en el Festival Corona Capital en México de la edición del 2019.
Su primer álbum de estudio se titula Boat, y se lanzó en mayo de 2019, incluyendo sencillos como "Don't Make It Difficult", "Say It" y "Daddy Issues", que hicieron que se conociera el grupo en un seguimiento de culto.
Su segundo álbum lanzado en octubre de 2021 se titula "Welcome Break".

## Integrantes

### Formación actual
- Pip Blom - vocal, guitarra (2016 - actualmente)
- Tender Blom - vocal de apoyo, guitarra (2016 - actualmente)
- Gini Cameron - batería (2018 - actualmente)
- Darek Mercks - bajo (2018 - actualmente)

### Exintegrantes
- Casper van der Lans - bajo (2016 - 2018)
- Bowie Thörig - batería (2016 - 2017)
- Camiel Muiser - batería (2017 - 2018)
- Berend Kok - ? (? - ?)

## Discografía

### Álbumes de estudio
- 2019: "Boat" (Heavenly Recordings)
- 2021: "Welcome Break" (Heavenly Recordings)
- 2023: "Bobbie" (Heavenly Recordings)

### EPs
- 2013: "Short Stories"'
- 2016: "Are We There Yet?"
- 2018: "Paycheck"
- 2019: "Rough Trade Exclusive"

### Recopilaciones
- 2017: "Indie Robots"
- 2018: "Rough Trade Shops: Counter Culture 18" (recopilación de la discográfica Rough Trade Records)
- 2019: "Uncut: Tighten Up! - 15 Tracks of the Best New Music"
- 2020: "Hard-Boiled" (EP) (con Surfer Blood)
- 2021: "G-Mix: 2D" (Remix) (con Gorillaz)

### Sencillos
De Boat (2019)
- "Don't Make It Difficult"
- "Say It"
- "Daddy Issues"

## Galería
|                              |
| La líder principal Pip Blom. |

|                             |
| El guitarrista Tender Blom. |

|                                   |
| La actual baterista Gini Cameron. |